# دنيس غونزالفز
دنيس غونزالفز (بالإنجليزية: Dennis Gonsalves)‏ هو أستاذ جامعي أمريكي، ولد في 1943.